# Кульстрем, Сергей Карлович
Сергей Карлович Кульстрем (23 марта 1859 или 1862 — 3 июня 1913) — генерал-лейтенант по Адмиралтейству, градоначальник Севастополя (1909—1913).

## Биография
Родился в семье контр-адмирала Карла Фёдоровича Кульстрема (23.12.1831—15.01.1907).
Поступил в Морской кадетский корпус в 1875, произведён в гардемарины 13 мая 1879 года, с 29 октября 1880 года — мичман. Получив диплом офицера, Кульстрём служил преподавателем в Школе морских кадетов, 13 января 1885 года произведён в лейтенанты.
6 ноября 1892 года переведен в качестве старшего артиллерийского офицера на бронированный корабль «Император Александр II».
28 мая 1896 года Кульстрем был переведен в состав флагманской дивизии Балтийского флота и в штаб командующего Балтийским флотом 18 апреля 1897 года.
7 декабря 1897 года он был произведен в капитаны 2-го ранга, 16 ноября 1899 года назначен начальником артиллерийского учебного подразделения Русского Балтийского флота.
11 февраля 1906 года назначен начальником оперативного отдела штаба Кронштадтской гавани. 15 апреля 1906 года он был произведен в полковники военно-морского флота и переведен в Адмиралтейство в Санкт-Петербурге. 16 ноября 1908 года он был назначен капитаном 1-го ранга.
15 марта 1909 года он был назначен градоначальником Севастополя, 19 декабря 1909 года произведен в генерал-майоры и 27 апреля 1913 года в генерал-лейтенанты.
Исключен из списков офицеров 22 июня 1913 года после его смерти.

## Семья
Жена — Мария Аполлоновна (урожд. Поликарпова) (1871* — 17 ноября 1957, Бизерта, Тунис), в 1918 эвакуировалась в Бизерту с Русской эскадрой. В Тунисе возглавляла Общество сестер при Храме-памятнике кораблям Русской эскадры.
Дочь — Евгения Сергеевна (20.11.1897 — 09.01.1991, Приморская Шаранта, Франция) — пианистка, педагог, общественный и церковный деятель. В первом браке жена В. А. Плотто, во втором — И. С. Иловайского, мать А. В. Плотто. В 1920 эвакуировалась с семьей в Бизерту (Тунис). Давала частные уроки музыки. В течение ряда лет работала пианисткой в кинотеатре «Ампир». Выступала на многочисленных концертах и вечерах русской колонии. Активная прихожанка и член Дамского комитета при приходском совете православного храма Св. Александра Невского в Бизерте. На протяжении многих лет вела церковный архив прихода. В 1985 переехала во Францию.